# Фаван
Храм Фаван (кит. упр. 法王寺, пиньинь Fǎwáng Sì, буквально: «Храм Будды») буддийский храмовый комплекс, расположенный в Дэнфэне, провинция Хэнань. Храм расположен возле горы Суншань, и включает китайскую пагоду, построенную во времена Империи Тан (618–907). Внутри этой пагоды имеются различные святыни и нефритовая статуя Будды, появившаяся здесь в 1409 году. Пагода была построена подобный другим пагодам времен Тан, таких как Сюйми и Малая пагода диких гусей. Другие здания храма, относящиеся к этому же времени включают три одноэтажных кирпичных павильона высотой около 10 метров. Каждый из них увенчан конической крышей с дуговыми карнизами. Другие постройки храма появились во времена Империи Юань (1271-1368).
Согласно легенде, храм был построен во времена Восточной Хань, в 71 году, и является одним из старейших китайских храмов, будучи построенным спустя три года после первого буддийского храма Китая.

## Галерея

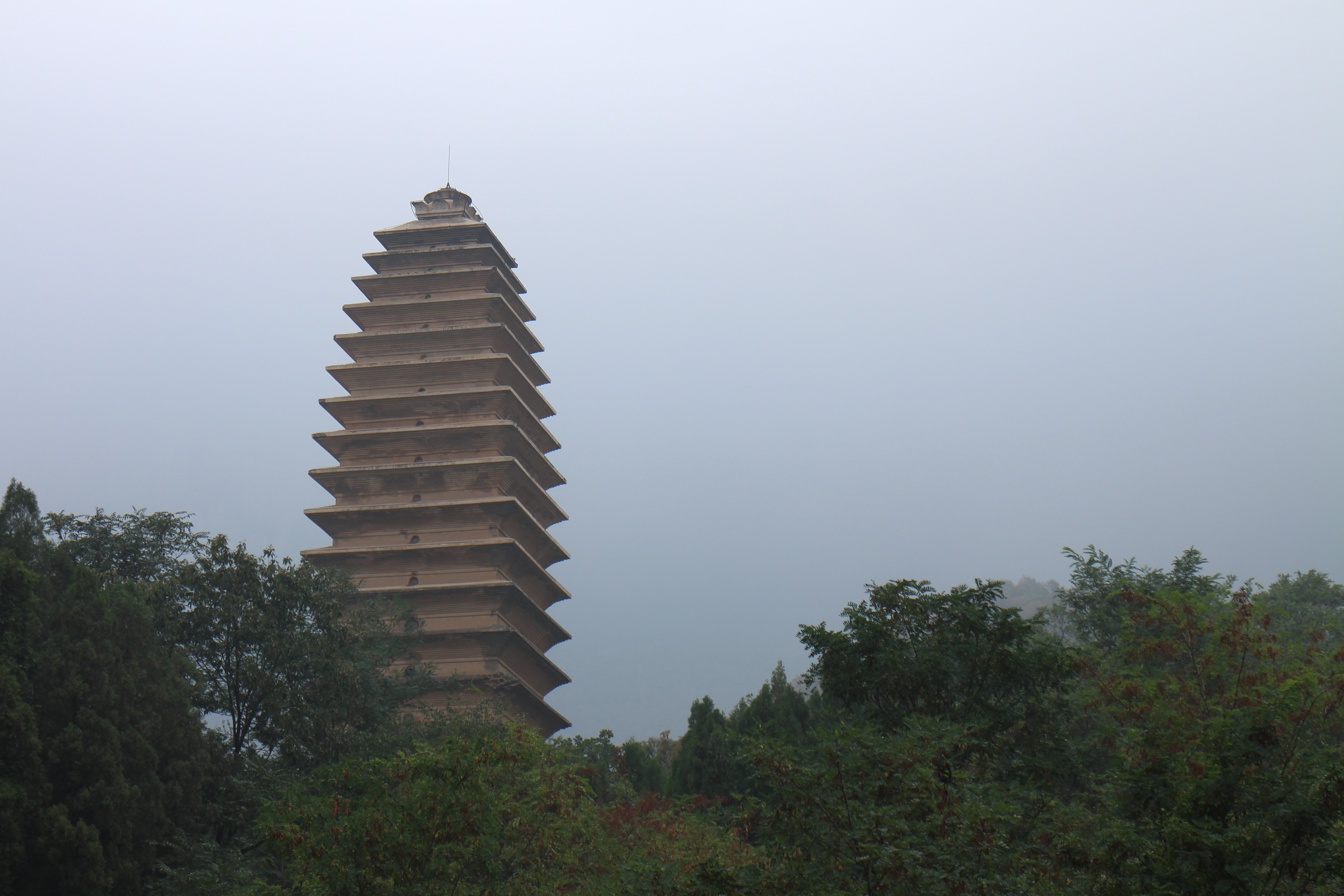
Пагода
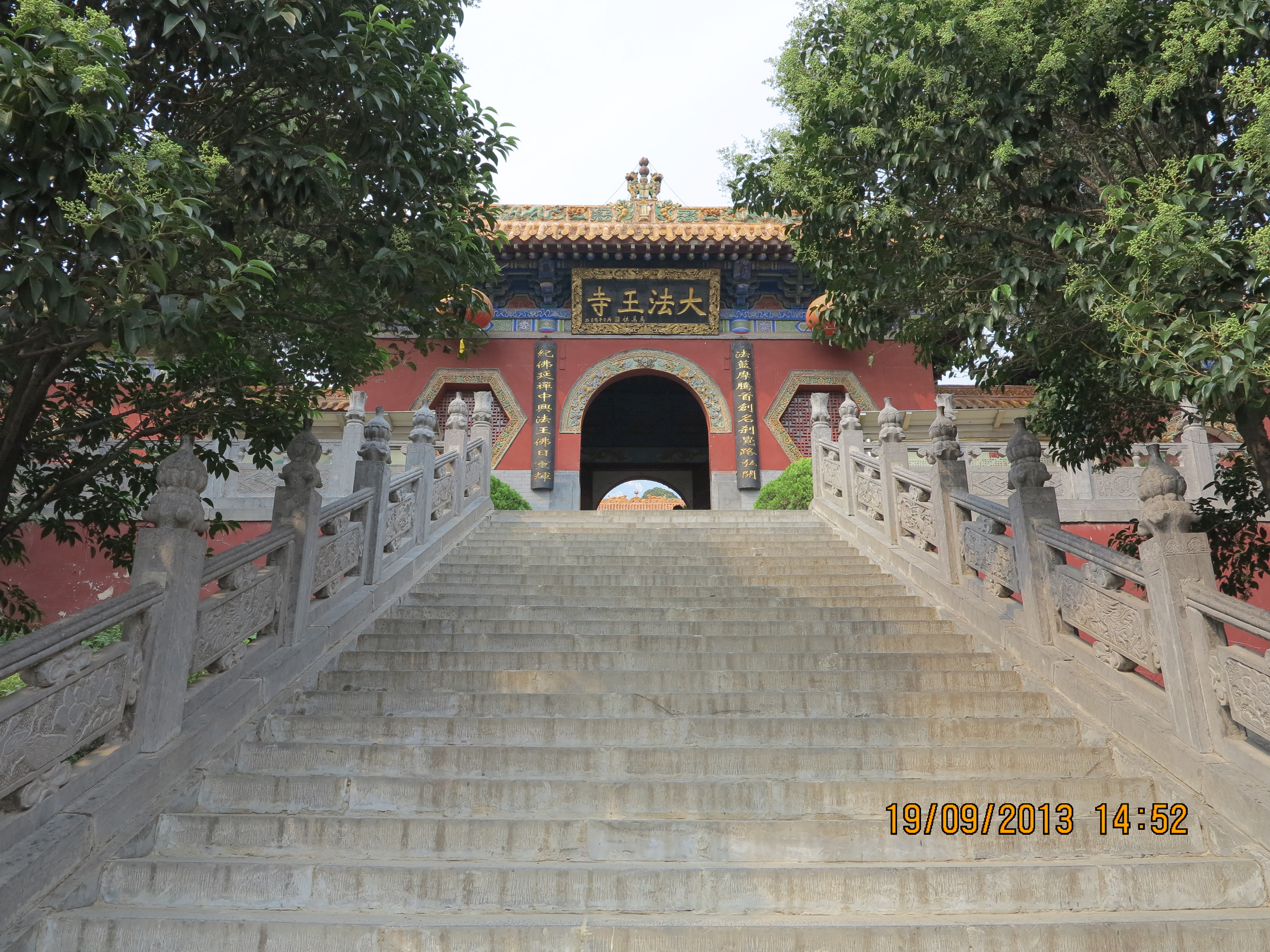
Вход в храм